# 조성중학교
조성중학교(鳥城中學校)는 대한민국 전라남도 보성군 조성면 조성리에 있는 공립 중학교이다.

## 학교 연혁
- 1953년 4월 15일 : 초대 교장 최병량 선생 취임
- 1953년 4월 15일 : 개교
- 1999년 9월 1일 : 조성 중ㆍ고등학교 통합 운영
- 2013년 2월 28일 : 조성고등학교 폐교
- 2025년 1월 6일 : 제72회 5명 졸업 (총 8,207명)
- 2025년 3월 1일 : 제28대 김승현 교장 부임

## 참고 자료
- 조성중학교 - 한국교육학술정보원 학교알리미